# Urobatis concentricus
Urobatis concentricus is een vissensoort uit de familie van de Urotrygonidae. De wetenschappelijke naam van de soort is voor het eerst geldig gepubliceerd in 1916 door Osburn & Nichols.